# Stazione di Seno
La stazione di Seno (瀬野?, Seno-eki) è una stazione ferroviaria situata nel quartiere di Aki-ku della città di Hiroshima, nella prefettura omonima in Giappone. Si trova lungo la linea principale Sanyō e provenendo da est è la prima stazione che si incontra in territorio comunale.

## Linee e servizi
JR West
■ Linea principale Sanyō

## Caratteristiche
La stazione è dotata di due marciapiedi a isola con quattro binari in superficie. La stazione supporta la bigliettazione elettronica ICOCA ed è dotata di tornelli di accesso. Il binario 3 è usato promiscuamente per entrambe le direzioni.
| 1-2-3 | ■ Linea principale Sanyō | per Hiroshima e Iwakuni        |
| 3-4   | ■ Linea principale Sanyō | per Mihara, Fukuyama e Okayama |

## Stazioni adiacenti
| «                      | Servizio               | »                      |
| Linea principale Sanyō | Linea principale Sanyō | Linea principale Sanyō |
| ---------------------- | ---------------------- | ---------------------- |
| Hachihommatsu          | Locale                 | Nakanohigashi          |
| Il rapido non ferma    |                        |                        |